# Space Dogs: Adventure to the Moon
Pour plus de détails, voir Fiche technique et Distribution.
Space Dogs: Adventure to the Moon (Белка и Стрелка: Лунные приключения, Belka i Strelka: Lounnye priklyoutcheniya) est un film d'animation russe, sorti en 2014.
Le film est le deuxième de la série après Space Dogs en 2010 et avant Space Dogs: L'Aventure tropicale en 2020. 

## Fiche technique
- Titre original : Белка и Стрелка: Лунные приключения, Belka i Strelka: Lounnye priklyoutcheniya
- Titre français : Space Dogs: Adventure to the Moon
- Réalisation : Inna Evlannikova, Aleksandr Khramtsov et Vadim Sotskov
- Pays d'origine : Russie
- Format : Couleurs - 35 mm
- Genre : animation, aventure, comédie, science-fiction
- Durée : 90 minutes
- Date de sortie :
  - Russie : 6 février 2014

## Distribution

### Voix originales
- Nonna Grishaeva : Belka
- Mariana Spivak : Strelka
- Evgueni Mironov : Venia, le rat
- Sergueï Garmach : Kazbek, le chien